# Olympische Winterspiele 2022/Eisschnelllauf – Teamverfolgung (Männer)
Die Teamverfolgung im Eisschnelllauf der Männer bei den Olympischen Winterspielen 2022 wurde am 13. und 15. Februar in der Nationalen Eisschnelllaufhalle in Peking ausgetragen.

## Rekorde

### Bestehende Rekorde
| Weltrekord         | Joey Mantia, Emery Lehman, Casey Dawson                   | 3:34,47 min | Salt Lake City | 5. Dezember 2021 |
| Olympischer Rekord | Håvard Bøkko, Simen Spieler Nilsen, Sverre Lunde Pedersen | 3:37,08 min | Pyeongchang    | 21. Februar 2018 |

### Neue Rekorde
| Olympischer Rekord | Daniil Aldoschkin, Sergei Trofimow, Ruslan Sacharow | 3:36,62 min | Halbfinale 2 | 15. Februar 2022 |

## Ergebnisse

### Viertelfinale
13. Februar, 21:00 Uhr (Ortszeit), 14:00 Uhr (MEZ)
| Rang | Lauf | Startposition | Nation                                                            | Zeit (min) | Defizit (s) | Anm.         |
| ---- | ---- | ------------- | ----------------------------------------------------------------- | ---------- | ----------- | ------------ |
| 1    | 3    | F             | NorwegenHallgeir Engebråten Peder Kongshaug Sverre Lunde Pedersen | 3:37,47    |             | Halbfinale 1 |
| 2    | 3    | C             | Vereinigte StaatenEthan Cepuran Casey Dawson Emery Lehman         | 3:37,51    | +0,04       | Halbfinale 2 |
| 3    | 4    | F             | ROCDaniil Aldoschkin Sergei Trofimow Ruslan Sacharow              | 3:38,67    | +1,20       | Halbfinale 2 |
| 4    | 2    | C             | NiederlandeMarcel Bosker Sven Kramer Patrick Roest                | 3:38,90    | +1,43       | Halbfinale 1 |
| 5    | 2    | F             | KanadaJordan Belchos Ted-Jan Bloemen Connor Howe                  | 3:40,18    | +2,70       | C-Finale     |
| 6    | 1    | C             | SüdkoreaChung Jae-won Kim Min-seok Lee Seung-hoon                 | 3:41,89    | +4,42       | C-Finale     |
| 7    | 1    | F             | ItalienDavide Ghiotto Andrea Giovannini Michele Malfatti          | 3:42,04    | +4,57       | D-Finale     |
| 8    | 4    | C             | ChinaLian Ziwen Wang Haotian Xu Fu                                | 3:52,25    | +14,78      | D-Finale     |

### Endrunde
15. Februar, 14:52 Uhr (Ortszeit), 7:52 Uhr (MEZ)
|  | Halbfinale | Halbfinale         | Halbfinale  |   |          | A-Finale    | A-Finale    | A-Finale    |
|  |            |                    |             |   |          |             |             |             |
|  |            |                    |             |   |          |             |             |             |
|  | 1          | Norwegen           | 3:38,28 min |   |          |             |             |             |
|  | 4          | Niederlande        | 3:39,62 min |   |          |             |             |             |
|  |            |                    |             | 1 | Norwegen | 3:38,08 min |             |             |
|  |            |                    |             |   | 3        | ROC         | 3:40,46 min |             |
|  | 2          | Vereinigte Staaten | 3:37,05 min |   |          |             |             |             |
|  | 3          | ROC                | 3:36,62 min |   |          | B-Finale    | B-Finale    | B-Finale    |
|  |            |                    |             |   |          | 4           | Niederlande | 3:41,62 min |
|  | 2          | Vereinigte Staaten | 3:38,81 min |   |          |             |             |             |
|  |            |                    |             |   |          |             |             |             |

|  | C-Finale |          |             |
|  |          |          |             |
|  |          |          |             |
|  | 5        | Kanada   | 3:40,39 min |
|  | 6        | Südkorea | 3:53,77 min |

|  | D-Finale |         |             |
|  |          |         |             |
|  |          |         |             |
|  | 7        | Italien | 3:44,20 min |
|  | 8        | China   | 3:53,58 min |

### Endstand
| Platz | Nation             | Athleten                                                   |
| ----- | ------------------ | ---------------------------------------------------------- |
| 1     | Norwegen           | Hallgeir Engebråten Peder Kongshaug Sverre Lunde Pedersen  |
| 2     | ROC                | Daniil Aldoschkin Ruslan Sacharow Sergei Trofimow          |
| 3     | Vereinigte Staaten | Ethan Cepuran Casey Dawson Emery Lehman Joey Mantia        |
| 4     | Niederlande        | Marcel Bosker Sven Kramer Patrick Roest                    |
| 5     | Kanada             | Jordan Belchos Ted-Jan Bloemen Connor Howe Tyson Langelaar |
| 6     | Südkorea           | Chung Jae-won Kim Min-seok Lee Seung-hoon Park Seong-hyeon |
| 7     | Italien            | Davide Ghiotto Andrea Giovannini Michele Malfatti          |
| 8     | China              | Lian Ziwen Wang Haotian Xu Fu                              |